# Juan Madrid
Pour les articles homonymes, voir Madrid (homonymie).
Œuvres principales
Série Toni Romano
Juan Madrid, né à Malaga le 12 juin 1947, est un romancier, journaliste, scénariste et réalisateur espagnol. Il est surtout connu en France pour ses romans noirs ayant pour héros Toni Romano.

## Biographie
Antifranquiste sa famille vit quelques années au Maroc, puis revient s'installer à Madrid en 1959. 
Diplômé en Histoire de l'Université de Salamanque en 1972, Juan Madrid devient professeur d'histoire dans des collèges privés. Opposé à la dictature de Francisco Franco et militant de l'extrême gauche, il exerce ensuite plusieurs métiers (nègre littéraire, groom, livreur, espion industriel, boxeur) qui l'amène à fréquenter divers milieux, mais surtout les faubourgs miséreux de Madrid.    
À la fin du franquisme, il devient journaliste et critique littéraire. Il travaille à la revue Cambio 16 d'abord comme envoyé spécial de 1975 à 1984, puis comme auteur de la section Grands reportages. Il collabore aussi à d'autres publications et rédige des scénarios pour le cinéma et la télévision.
À partir 1980, il publie des romans policiers dans la veine de Raymond Chandler, dont la série ayant pour héros Toni Romano. Ce personnage, narrateur de ses propres enquêtes, qui a pour nom Antonio Carpintero, est policier pendant cinq ans avant de démissionner pour travailler un temps comme convoyeur de fonds, avant de fonder l'agence de détectives « Draper », où il préfère travailler sous son nom d'ancien boxeur, Toni Romano. Ses premières enquêtes se déroulent pendant la période de la transition démocratique espagnole. Dans Un baiser d'ami (Un beso de amigo, 1980), le récit a pour toile de fond une « affaire de spéculation immobilière inspirée de faits réels que Juan Madrid devait publier sous forme de reportage. N'ayant pu obtenir toutes les preuves de ce qu'il avançait, il utilisa ses notes pour écrire ce roman ». Le deuxième titre de la série, Il faut se fier aux apparences (Las apariencias no engañan, 1982), Romano est un témoin involontaire du meurtre d'un politicien et financier véreux qui l'oblige à mener sa propre enquête en marge de la police officielle corrompue. Cadeau de la maison (Regalo de la casa, 1986), récit d'une double enquête sur le meurtre du président marié d'une chaîne de conserves de viande qui fréquentait les milieux homosexuels de la capitale et sur la disparition du fondateur d'une secte religieuse, « devient une sorte de chronique incisive et cynique de la vie de l'Espagne des années 1980, où circule la drogue et où s'affichent au grand jour toutes les formes de la sexualité ».
Juan Madrid est également le créateur de la série télévisée espagnole Brigada Central (1989-1990), dont il a tiré plusieurs romans. En 2003, il devient réalisateur avec Tánger, un film espagnol dont il signe le scénario d'après son propre roman éponyme.

## Œuvre

### Romans

#### SérieToni Romano
- Un beso de amigo (1980) Publié en français sous le titre Un baiser d'ami, Paris, Éditions caribéennes, coll. Negra polar no 1, 1988
- Las apariencias no engañan (1982) Publié en français sous le titre Il faut se fier aux apparences, Bordeaux, Le Mascaret, coll. Le Mascaret noir, 1989 ; réédition, Paris, 10/18. Grands détectives no 2426, 1993
- Regalo de la casa (1986) Publié en français sous le titre Cadeau de la maison, Bordeaux, Le Mascaret, coll. Le Mascaret noir, 1988 ; réédition, Paris, 10/18. Grands détectives no 2425, 1993
- Cuentas pendientes (1995)
- Grupo de noche (2003)
- Adiós, princesa (2008)
- Bares nocturnos (2009)

#### SérieBrigada Central
- Flores, el gitano (1989)
- Sólo para los amigos (1989)
- Vistas al mar (1989)
- Último modelo (1989)
- Pies de plomo (1989)
- Asuntos de rutina (1989)
- Noche sin fin (1989)
- El ángel de la muerte (1989)
- El cebo (1989)
- Antiguedades (1989)
- Desde el pasado (1989)
- Potitos (1990)
- El hombre del reloj (1990)
- Turno de noche (1990)

#### Autres romans
- Nada que hacer (1984) Publié en français sous le titre Rien à faire, Nantes, L'Atalante, Bibliothèque de l'évasion, 1996
- Días contados (1993) Publié en français sous le titre Feux de paille, Nantes, L'Atalante, Bibliothèque de l'évasion, 1994
- Viejos amores (1993)
- Malos tiempos (1995)
- Tánger (1997)
- Restos de carmín (1999)
- Gente bastante extraña (2001)
- Pájaro en mano (2007)
- Los hombres mojados no temen la lluvia (2013)
- Perros que duermen (2017)

### Littérature d'enfance et de jeunesse
- Hotel paraíso (1985)
- Cuartos oscuros (1993)
- Los cañones de Durango (1996)
- Los piratas del Ranghum (1996)
- En el mar de China (1997)
- El fugitivo de Borneo (1998)
- El hijo de Sandokán (2003)
- Los senderos del tigre (2005)
- Huida al sur (2008)
- El rey del mar (2010)

### Contes et nouvelles
- Un trabajo fácil (1984) Publié en français sous le titre Un travail facile, dans Anthologie du Mystère 89. Les dernières nouvelles du crime, Paris, Le Livre de poche no 6561, 1989
- Amores con un Chico rubio (1987) Publié en français sous le titre Un amour de blondinet, dans la Revue 813 no 26, janvier 1989
- Cuentos del asfalto (1987)
- Jungla (1988)
- Crónicas del Madrid oscuro (1994)
- Malos tiempos (1995)
- Mujeres & Mujeres (1996), nouvelle mettant en scène Toni Romano

### Autres publications
- La mano negra (1998)
- Amazonas: Un viaje imposible (2001)

## Filmographie

### Au cinéma
- 1987 : Al acecho, film espagnol réalisé par Gerardo Herrero, adaptation du roman Nada que hacer
- 1994 : Días contados, film espagnol réalisé par Imanol Uribe, adaptation du roman éponyme
- 2001 : Cortázar: Apuntes para un documental, film argentin réalisé par Eduardo Montes-Bradley
- 2002 : Ciudades oscuras, film mexicain réalisé par Fernando Suriñana, adaptation du roman Crónicas del Madrid oscuro
- 2004 : Tánger, film espagnol réalisé et scénarisé par Juan Madrid, d'après son roman éponyme
- 2006 : La Memoria recobrada: Málaga, 1937, la carretera de la muerte, documentaire sur un épisode de la guerre civile espagnole

### À la télévision
- 1989 : Brigada Central, série télévisée espagnole en 14 épisodes de 50 minutes.